# Nombe Rockshelter
De Nombe Rockshelter is een archeologische vindplaats in Papoea-Nieuw-Guinea uit het Laat-Pleistoceen. Het is een van de vier locaties in Oceanië waar zowel materiaal van menselijke activiteit (stenen werktuigen) als megafauna is gevonden.

## Fauna
De paleofauna van Nombe omvat de buidelwolf (Thylacinus cynocephalus),  de uitgestorven boomkangoeroe Dendrolagus noibana, de reuzenwallabies Nombe nombe en Protemnodon tumbana, en de diprotodont Hulitherium tomasetti.
Deze dieren bewoonden een alpien regenwoud op circa 1.700 meter boven zeeniveau dat gedomineerd werd door schijnbeuken. Hulitherium kwam 55.000 jaar geleden nog voor in het gebied ten tijde van de komst van de mens. De jongste fossielen van reuzenwallabies dateren van 27-22.000 jaar geleden, wat betekent dat ze minstens dertigduizend jaar samen met de mens voorkwamen in het gebied. Dit betekent ook dat de reuzenwallabies en mogelijk ook andere megafauna langer overleefden op Nieuw-Guinea dan in Australië. 
Na het einde van de Laatste IJstijd maakten de regenwouden van Nombe plaats voor alpiene graslanden. De buidelwolf stierf 3.600 tot 3.200 jaar geleden uit op Nieuw-Guinea, in dezelfde periode als op het Australische vasteland. Mogelijk hield dit uitsterven verband met de komst van de dingo.